# Venserpolder (stacja metra)

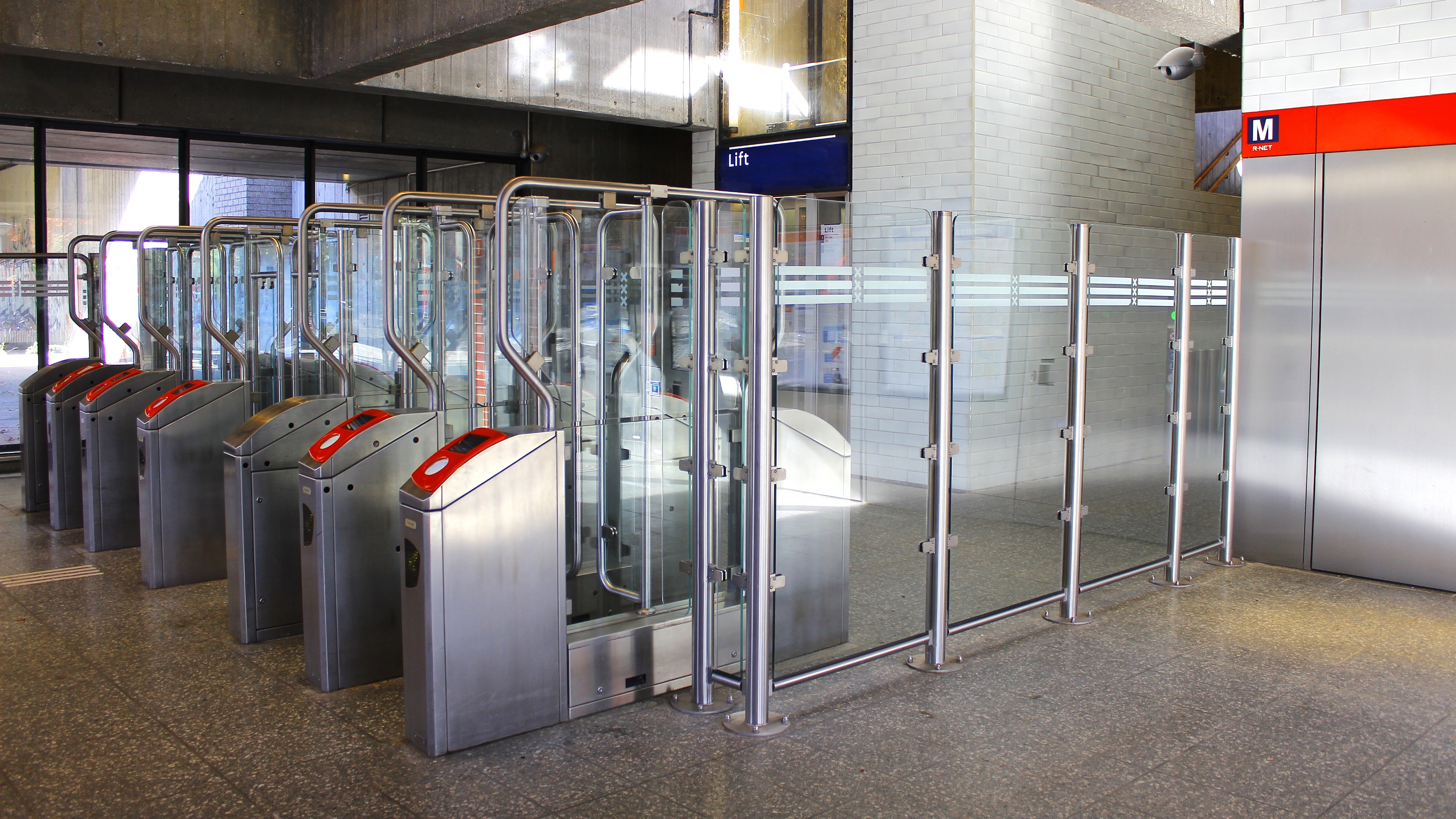

Venserpolder – stacja metra w Amsterdamie, położona na linii 53 (czerwonej). Została otwarta 14 października 1977. Znajduje się w dzielnicy Venserpolder.